# Playas de Menorca
En la isla española de Menorca se pueden encontrar más de medio centenar de playas, desde completamente vírgenes y de difícil acceso a pie, hasta algunas con urbanizaciones junto a ellas. Se pueden distinguir fácilmente las playas de la costa norte y las de la costa sur.

## Playas por municipio

### Ciudadela

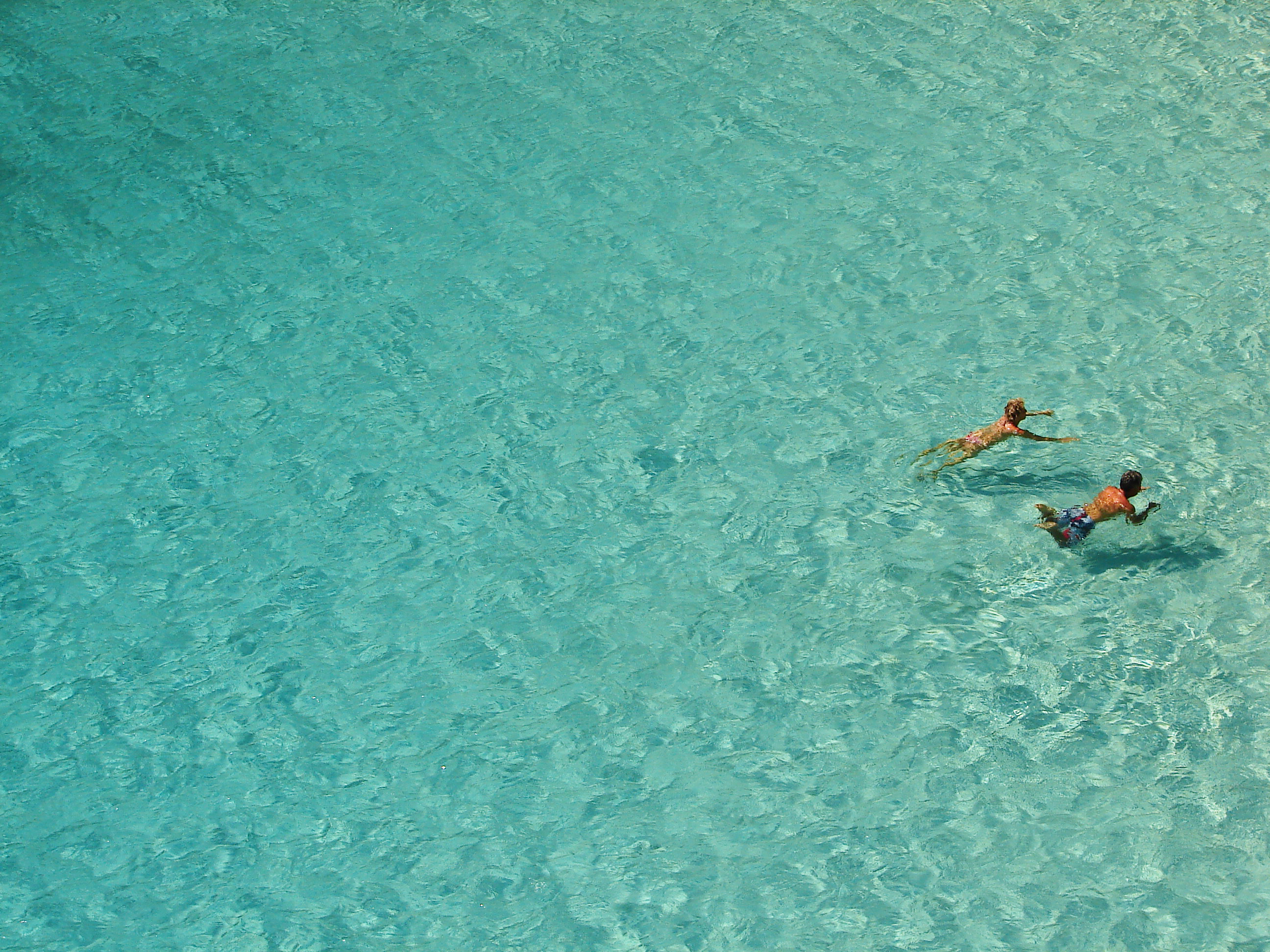
Macarelleta, Ciudadela

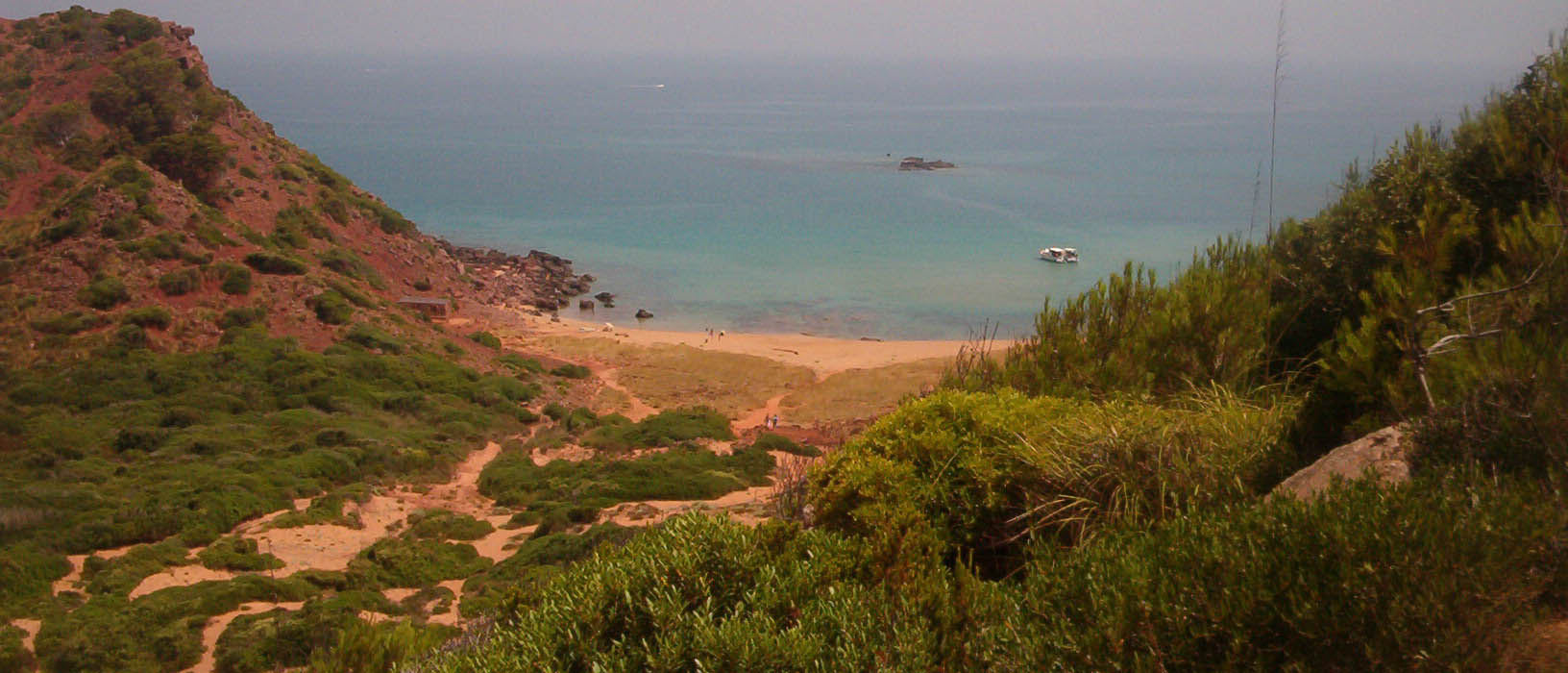
Cala Pilar, Ciudadela

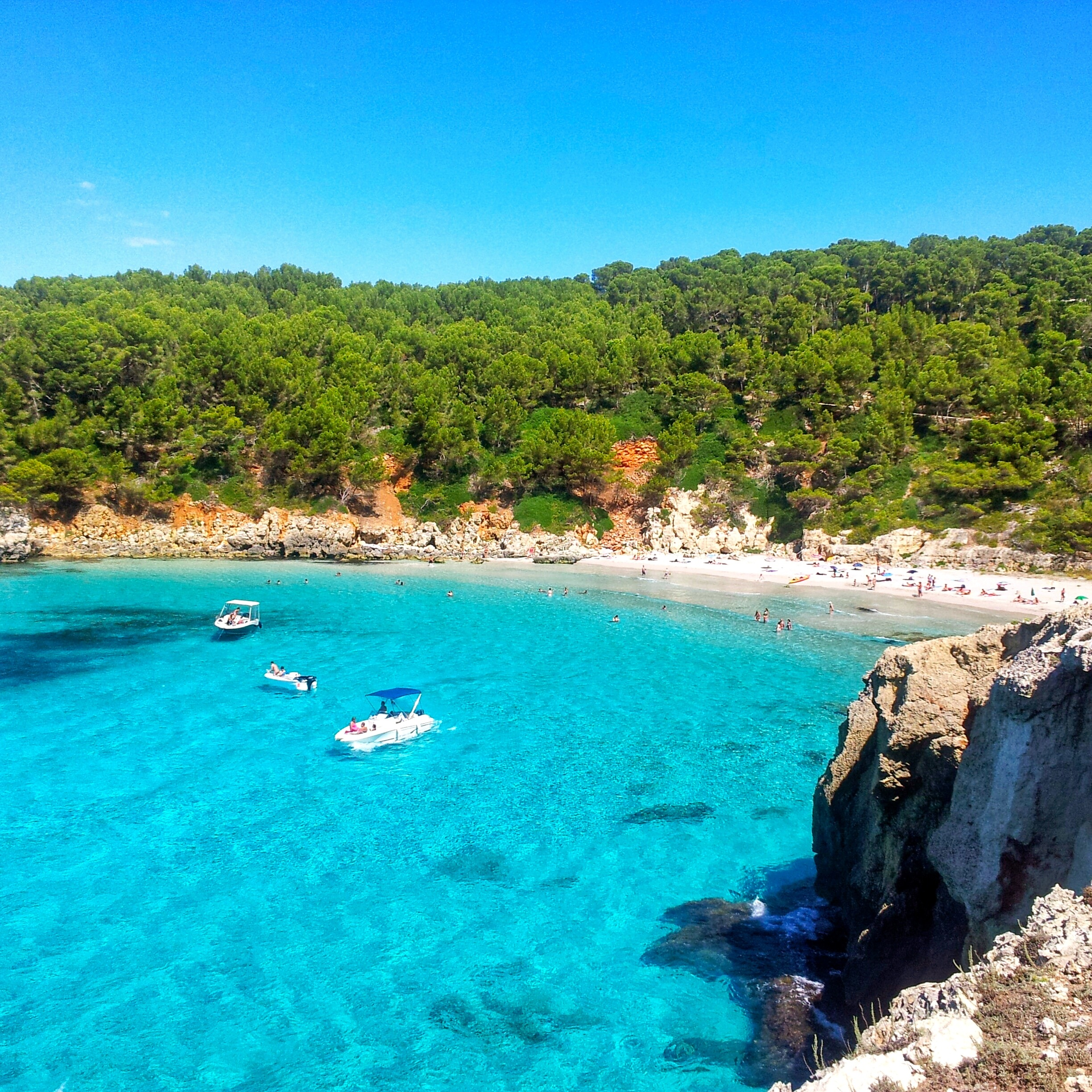
Cala Escorxada, San Cristóbal

- Cala Macarella
- Cala en Turqueta
- Cala des Talaier
- Playas de Son Saura
- Cala de Son Vell
- Cala Parejals
- Playa de Son Xoriguer
- Cala en Bosc
- Cala des Sac des Blat
- Cala Aixada
- Cala en Bastó
- Cala Blanca
- Cala Fetge
- Cala Santandria
- Caleta d'en Gorries
- Cala des Degollador
- Sa Galera
- Sa Setària
- Cala en Busquets
- Cala des Frares
- Cala en Blanes
- Cala en Brut
- Cala en Forcat
- Cales Piques
- Cala Cigonya
- Cala Be
- Cala es Pous
- Cala es Morts
- Codolar de sa Torre Nova
- Codolar d'en Bou
- Cala Morell
- Codolar des Frares
- Codolar de Biniatram
- Cala Fontanelles
- Cala d'Algariens
- Playa des Tancat
- Playa des Bot
- Cala Carbó
- Cala del Pilar

### Ferrerías

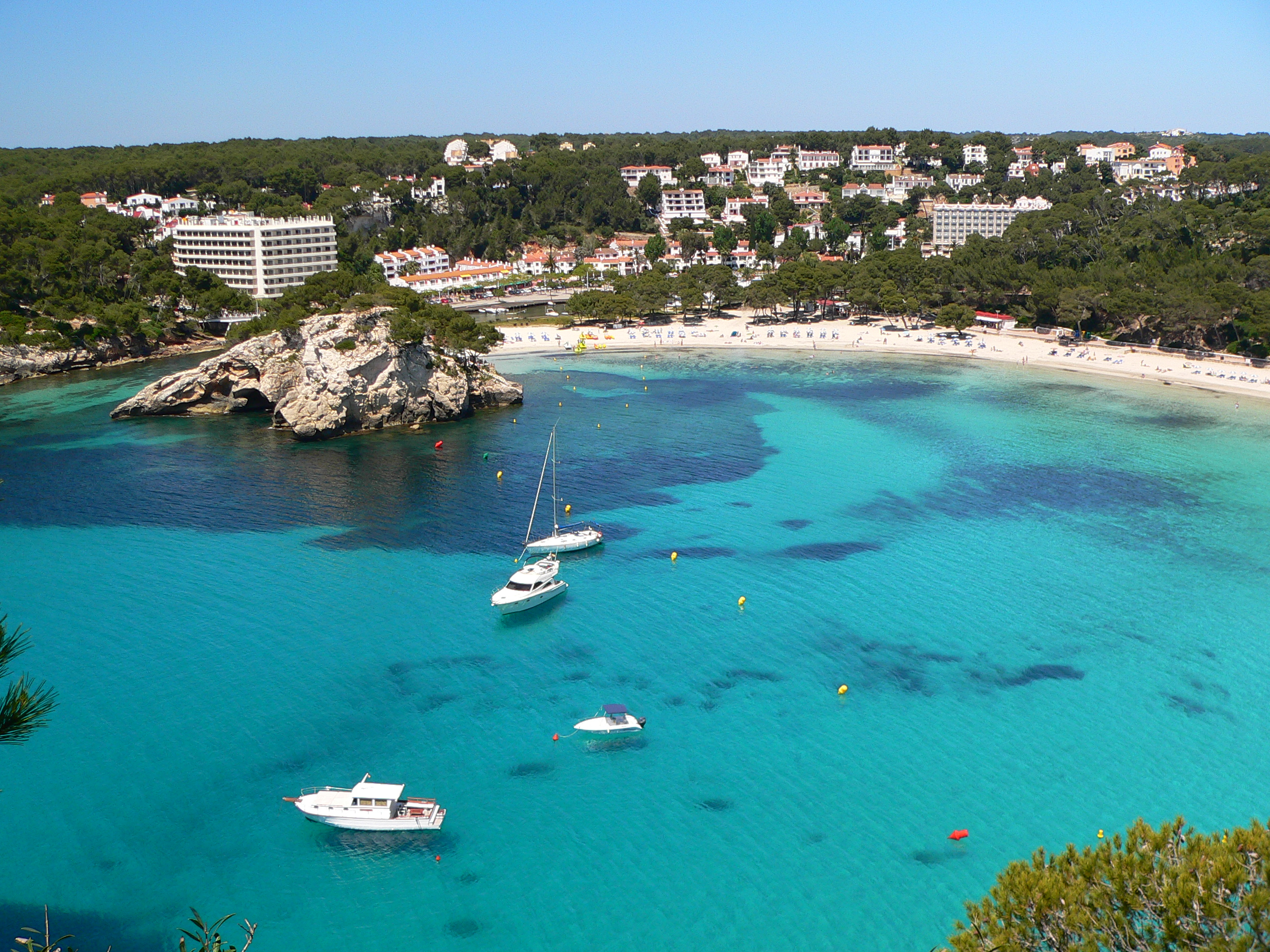
Cala Galdana, Ferrerías

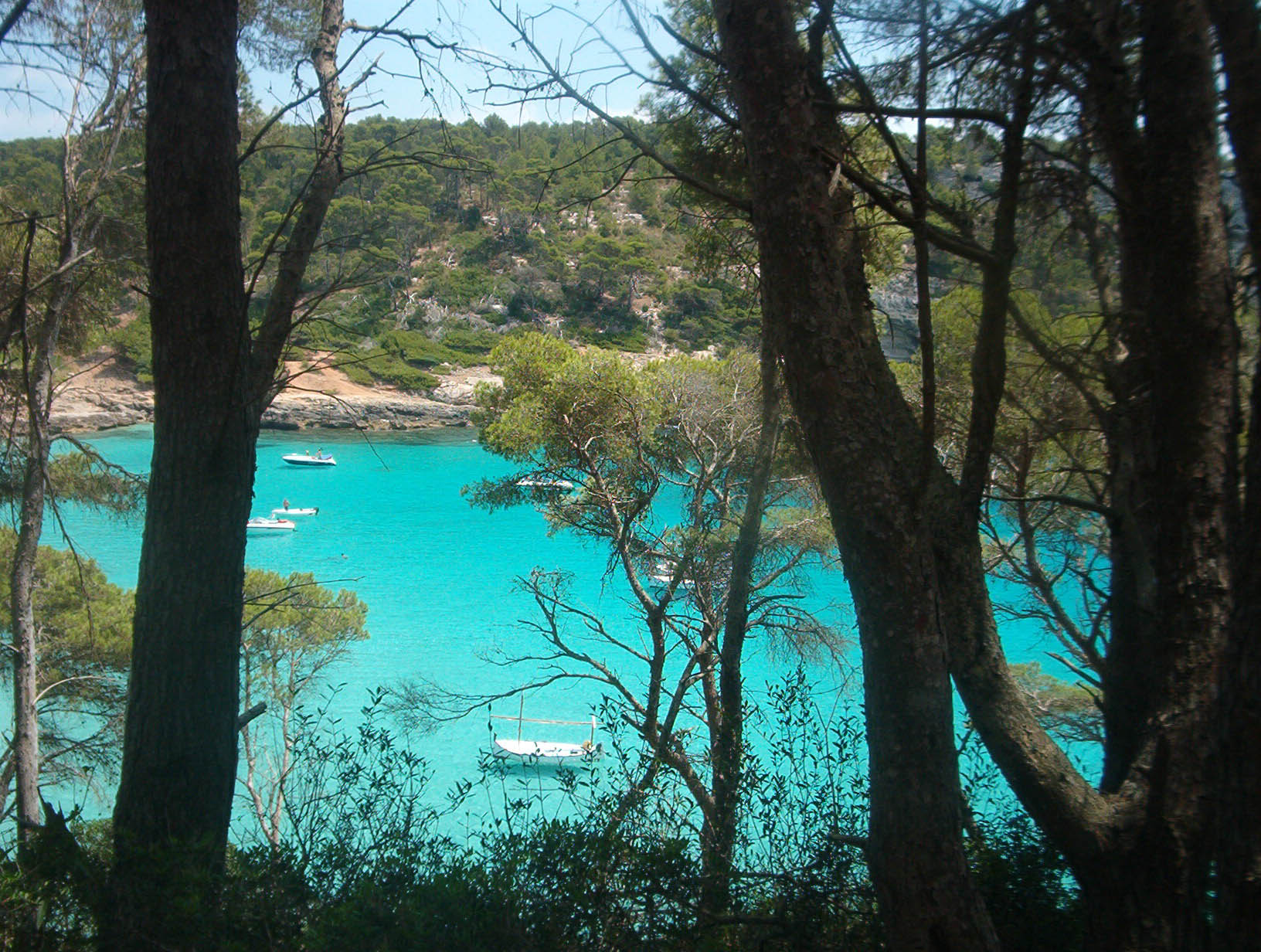
Cala Trebalúger, Ferrerías

- Ets Alocs
- Cala Moragues
- Cala Mitjana
- Cala Galdana

### El Mercadal

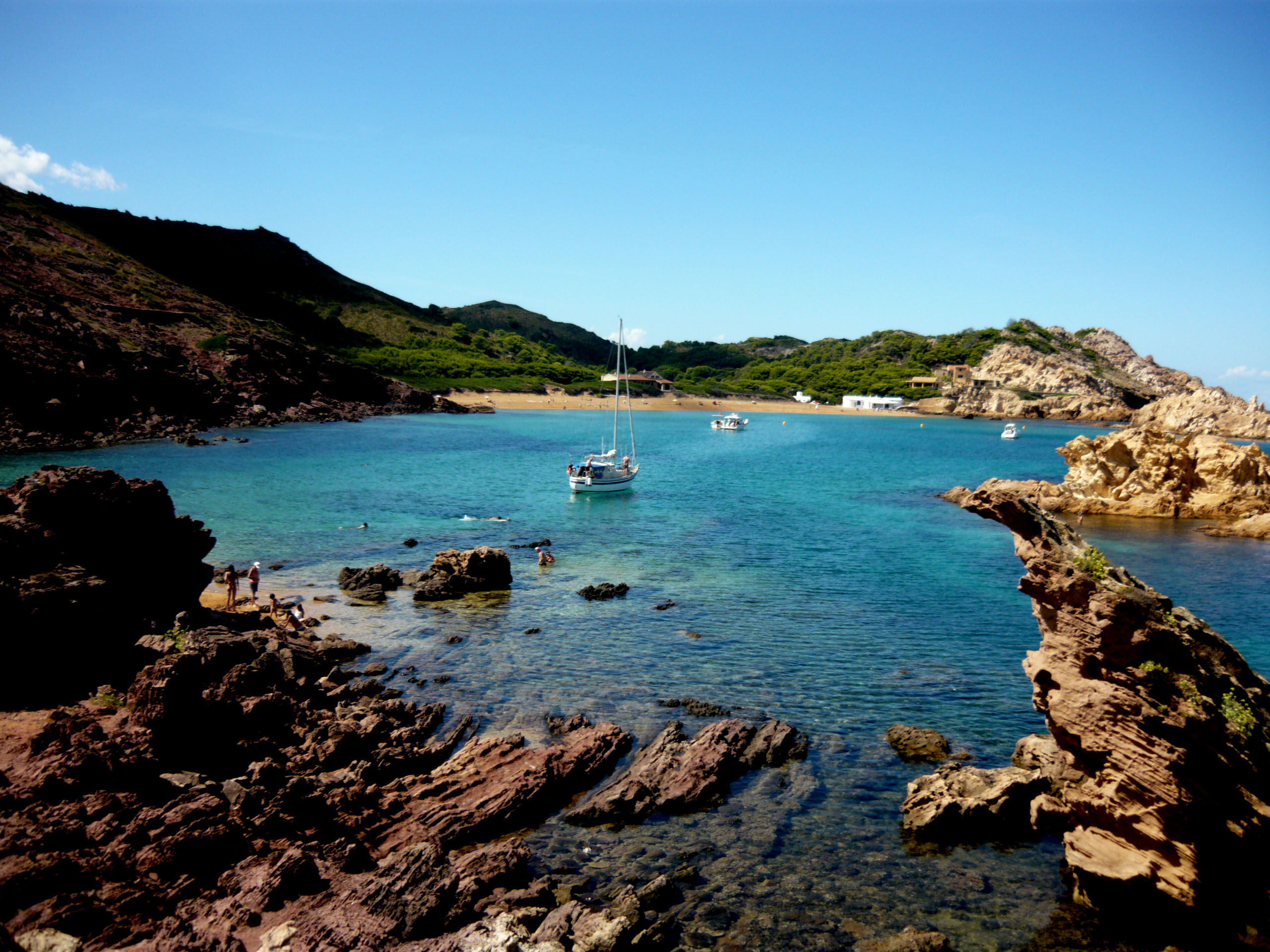
Cala Pregonda, Mercadal

- Cala en Calderer
- Cala Barril
- Cala Pregonda
- Calesmorts
- Playa de Binimel-là
- Cala Mica
- Playa de Ferragut
- Playa de Cavalleria
- Cala Roja
- Cala Torta
- Cala Viola de Ponent
- Cala Viola de Llevant
- Playa d'en Patet
- Cala Tirant
- Playa Redona
- Playa Gran
- Cala Teulera
- Cala Blanca
- Cala Roja
- Cala Cabra Salada
- Cala Pudent
- Arenal de Son Saura
- Arenal d'en Castell
- Cala Morts
- Cala Molins
- Cala Addaia

### San Cristóbal
- Cala Trebalúger
- Cala Fustam
- Cala Escorxada
- Playa de Binigaus
- Playa de Binicodrell
- Playa de Sant Tomàs

### Alayor
- Playas de Son Bou
- Cala Llucalari
- Caleta de sa Torre Vella
- Cala de Sant Llorenç
- Cala en Porter
- Cales Coves

### Mahón
- Cala Addaia
- Cales des Ponts
- Cala en Brut
- S'Arenalet
- Cala Caldès
- Cala Presili
- Playa de Capifort
- Playa d'en Tortuga
- Cala Morella Nou
- Cala en Cavaller
- Cala Rambles
- Cala Tamarells des Nord
- Playa des Patrò Llorenç
- Cala en Vidrier
- Playa del Grau
- Cala des Soldat
- Cala Vellana
- Caleta de Binillautí
- Cala Mesquida
- Cala des Murtar
- Cala Teulera
- Cala Sant Jordi
- Cala Lladró
- Cala Llonga
- Cala Sant Antoni
- Cala Rata
- Cala Figuera
- Cala de Binidalí
- Cala de Biniparratx

### San Luis

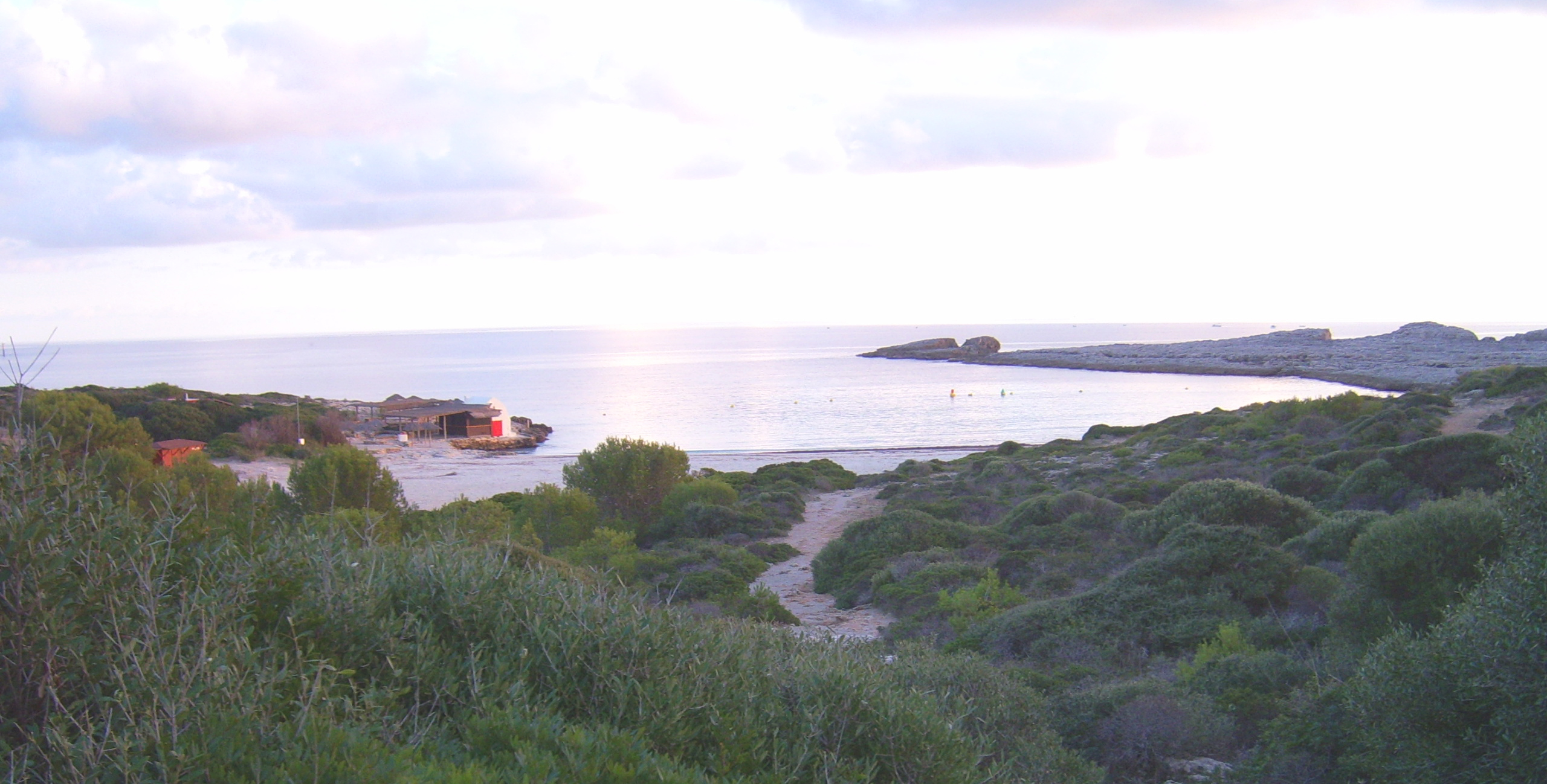
Playa de Binibeca, San Luis

- Cala de Biniparratx
- Cala de Binisafúller
- Cala Binibèquer
- Cala Torrent
- Cala Biniancolla
- Playa de Punta Prima
- Cala Alcaufar
- Cala Rafalet

### Villacarlos
- Cala Pedrera